# ستاينر إريكسن
ستاينر إريكسن (بالنرويجية البوكمول: Steinar Eriksen)‏ هو سياسي نرويجي، ولد في 22 مايو 1939. حزبياً، نشط في حزب المحافظين. وقد انتخب عضو برلمان النرويج ‏.